# 200-km-Rennen von Hockenheim 1970

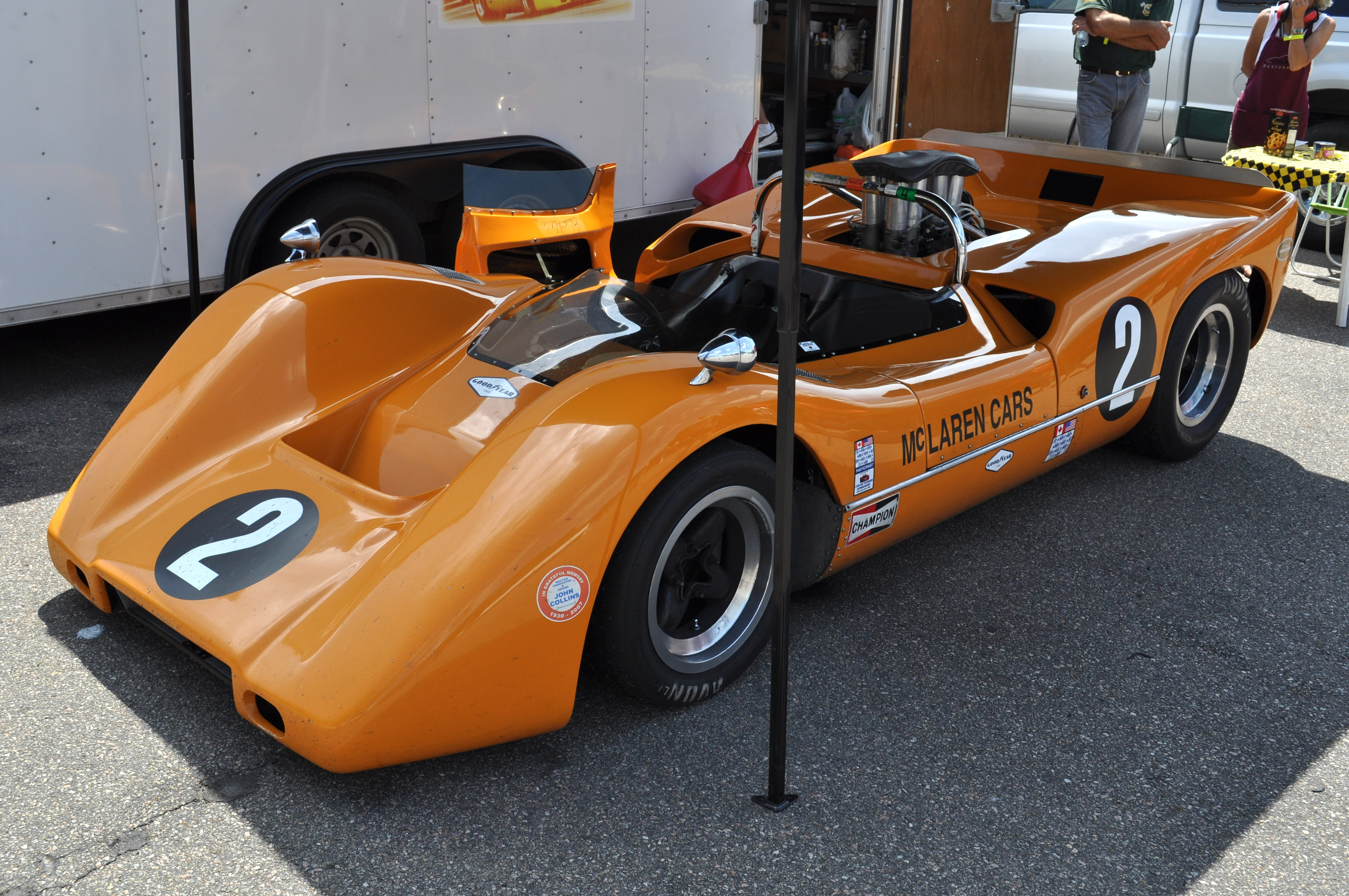
Auf einem McLaren M6B gewann Vic Elford das Rennen

Das 200-km-Rennen von Hockenheim 1970, auch Südwest-Pokal, Europa-Marken-Trophäe für Sportwagen und Prototypen, Internationales Solitude-Rennen (Race 4 - Interserie), Hockenheim, fand am 5. Juli auf dem Hockenheimring statt und war der zweite Wertungslauf der Interserie dieses Jahres.

## Das Rennen
Mit dem Rennen auf dem Hockenheimring fand die neu eingeführte Interserie nur eine Woche nach dem Eröffnungsrennen auf dem Norisring ihre Fortsetzung. Im Unterschied zum ersten Rennen dieser Serie, das zwei Wertungsläufe hatte, wurde die Veranstaltung in Hockenheim in nur einem Lauf ausgetragen.
Nach seinem Sieg am Norisring erreichte Jürgen Neuhaus im Porsche 917K den sechsten Endrang und verlor die Meisterschaftsführung an den zweitplatzierten Gijs van Lennep. Das Rennen gewann Vic Elford im McLaren M6B.

## Ergebnisse

### Schlussklassement
| 1               | Gruppe 5 – 7 | 2  | The Paul Watson Race Organisation | Vic Elford        | McLaren M6B       | 30 |
| 2               | Gruppe 5 – 7 | 12 | Racing Team AAW                   | Gijs van Lennep   | Porsche 917K      | 30 |
| 3               | Gruppe 5 – 7 | 4  | Ecurie Bonnier                    | Jo Bonnier        | Lola T70 Mk.3B GT | 30 |
| 4               | Gruppe 5 – 7 |    | David Piper                       | David Piper       | Porsche 917K      | 30 |
| 5               | Gruppe 5 – 7 | 5  | David Piper                       | Richard Attwood   | Lola T70 Mk.3B GT | 30 |
| 6               | Gruppe 5 – 7 | 16 | Gesipa-Racing-Team                | Jürgen Neuhaus    | Porsche 917K      | 30 |
| 7               | Gruppe 5 – 7 | 17 | International Martini Racing Team | Gérard Larrousse  | Porsche 908/02    | 29 |
| 8               | Gruppe 5 – 7 |    | Scuderia-Picchio Rosso            | Giampiero Moretti | Ferrari 512S      | 29 |
| 9               | Gruppe 5 – 7 |    | German B.G. Racing Team           | Willi Kauhsen     | Porsche 908/02    | 29 |
| 10              | Gruppe 5 – 7 |    | Gesipa-Racing-Team                | Dieter Basche     | Porsche 908/02    | 29 |
| 11              | Gruppe 5 – 7 |    | Zitro Racing Cars                 | Dominique Martin  | Porsche 917K      | 29 |
| 12              | Gruppe 5 – 7 |    | Bosch Racing Team                 | Niki Lauda        | Porsche 908/02    | 28 |
| 13              | Gruppe 5 – 7 |    | Asahi Pentax Racing Team          | Helmut Leuze      | Porsche 908/02    | 28 |
| 14              | Gruppe 5 – 7 |    | Avalon Racing Ltd.                | Barrie Smith      | Lola T70 Mk.3B GT | 28 |
| 15              | Gruppe 5 – 7 | 10 | Richard Broström Sports Cars      | Reine Wisell      | Porsche 908/02    | 28 |
| 16              | Gruppe 5 – 7 |    | Bill Bradley                      | David Prophet     | McLaren M12       | 26 |
| 17              | Gruppe 5 – 7 |    | Stefan Sklenar                    | Stefan Sklenar    | Lola T70 Mk.3B GT | 23 |
| Disqualifiziert |              |    |                                   |                   |                   |    |
| 18              | Gruppe 5 – 7 | 1  | Deutsche Auto Zeitung             | Helmut Kelleners  | March 707         | 11 |
| Ausgefallen     |              |    |                                   |                   |                   |    |
| 19              | Gruppe 5 – 7 |    |                                   | Helmut Hölch      | Chevron B8        |    |
| 20              | Gruppe 5 – 7 | 7  | A.& J. Motors Ltd.                | Terry Croker      | Lola T70 Mk.3B GT |    |
| 21              | Gruppe 5 – 7 | 27 | Egmont Dursch                     | Egmont Dursch     | Lola T70 Mk.3     |    |

### Nur in der Meldeliste
Zu diesem Rennen sind keine weiteren Meldungen bekannt.

### Klassensieger
| Klasse       | Fahrer     | Fahrzeug    | Platzierung im Gesamtklassement |
| ------------ | ---------- | ----------- | ------------------------------- |
| Gruppe 5 – 7 | Vic Elford | McLaren M6B | Gesamtsieg                      |

### Renndaten
- Gemeldet: 21
- Gestartet: 21
- Gewertet: 17
- Rennklassen: 1
- Zuschauer: 60000
- Wetter am Renntag: unbekannt
- Streckenlänge: 6,789 km
- Fahrzeit des Siegerteams: 1:04:21,100 Stunden
- Gesamtrunden des Siegerteams: 30
- Gesamtdistanz des Siegerteams: 203,658 km
- Siegerschnitt: 189,800 km/h
- Pole Position: Helmut Kelleners – March 707 (#1) – 2:06,200
- Schnellste Rennrunde: Jo Bonnier – Lola T70 Mk.3B GT (#4) – 2:06,200 = 193,600 km/h
- Rennserie: 2. Lauf zur Interserie 1970